# Макаренковедение
Макаренковедение — отрасль деятельности (в том числе научной), преимущественно теоретической, изучающей как воспитательную педагогику А. С. Макаренко и её применимость (необходимые и достаточные условия, целесообразность, успешность и т. д.) в настоящем и будущем времени, так и историко-биографические стороны деятельности самого Антона Семёновича Макаренко, воспитательно-педагогических коллективов под его руководством, его сподвижников и противников, сотрудников и последователей, воспитанников.
С 2014 г. в российском макаренковском сообществе обсуждается целесообразность дополнительного введения новых понятий «макаренкоделание» и «макаренкодел» (для уточнения состава и особенностей вклада того или иного деятеля — преимущественно теоретического либо практического, а также для того, чтобы напомнить, что после многих десятилетий теоретического изучения достоинств подходов (системы, воспитательной педагогики) А. С. Макаренко пора бы больше внимание уделить собственно её применению).

## История
«Нам нужен не пересказ мыслей Макаренко, 
а отбор тех принципов, которые должны быть основополагающими» 
Либор Пеха.

Первый сколько-нибудь подробный очерк о Колонии им. Горького и её руководителе А. С. Макаренко написала украинская журналистка Надежда Феликсовна Остроменцкая (1893—1968), летом 1926 г. работавшая в колонии им. М. Горького клубным работником, затем воспитателем-учителем.
С одной стороны, эта публикация пропагандировала опыт А. С. Макаренко.
С другой, Н. Ф. Остроменцкая в своём очерке не удержалась от фантазий о том, что воспитанников Колонии им. Горького якобы нередко наказывали палками, за заготовкой которых самих воспитанников предварительно посылали в расположенный недалеко лес.
Очерк попал в том числе в поле зрения Н. К. Крупской и послужил одной из причин её известного резко критического выступления в адрес А. С. Макаренко на съезде комсомола в мае 1928 г. и последующего отстранения А. С. Макаренко от руководства Колонией.
В 1985 г. проф. А. А. Фроловым были опубликованы письма Макаренко к Остроменцкой по этому поводу от 4 апреля и 7 июня 1928 г.
Если в письме от 4 апреля этого года А. С. Макаренко благодарил журналистку за её очерк, то в июньском письме, то есть уже зная содержание доклада Крупской, он указывает на негативные последствия материала: «После Вашей статьи меня здесь стали доедать вконец. После речи Крупской на комсомольском съезде, в которой она упомянула о Вашей статье, я уже не видел другого выхода, как уйти из колонии» (Теория и практика коммунистического воспитания. С. 197).
Н. Ф. Остроменцкая чуть позже написала и первое художественное произведение о горьковцах — «Повесть о Решиде и Мишке», где опыт горьковцев на сей раз был дополнен и художественно переплетён автором с её воспитательным опытом в интернатах Чечни. Обращает внимание то, что и здесь автор прибегает к описанию сцен насилия. Так, уже в начале этой книги описывается жестокое избиение горцем своей жены сковородкой, что подаётся как пример архаичного, но ещё живучего обычая народного воспитания женщин на Кавказе, что, конечно, вызывает естественное огорчение читателя. Возможно, опыт Колонии им. Горького заинтересовал Н. Ф. Остроменцкую не столько со стороны пропаганды опыта Макаренко, сколько с точки зрения собственного творческого самовыражения на примере яркого и необычного событийного материала, с которым она встретилась в Колонии.
Определяющий вклад в макаренковедение на следующем этапе пришлось внести самому А. С. Макаренко (с поддержкой А. М. Горького).
Первая советская кандидатская диссертация по макаренковедению на тему: «Педагогический опыт А. С. Макаренко» была защищена в Москве 21 июня 1941 г. в Учёном совете института им. К. Либкнехта Иваном Фёдоровичем Козловым. Впоследствии им же были предприняты усилия по изданию сначала избранных произведений Антона Семёновича Макаренко, а затем и полного собрания сочинений и подготовлена книга «О педагогическом опыте А. С. Макаренко. Кн. для учителя»
Поскольку в советское время по разным причинам (прежде всего цензурным ограничениям) подготавливаемые к печати тексты Макаренко подвергались различным искажениям и правке, важное значение имели некоторые зарубежные макаренковедческие исследования, как менее предвзятые.
Ведущее место в зарубежном «макаренковедении» занимает основанная в 1968 году в ФРГ лаборатория по изучению наследия А. С. Макаренко, являющаяся подразделением самого крупного учреждения педагогического «остфоршунга» — исследовательского центра сравнительной педагогики Марбургского университета. Там была предпринята попытка издания трудов Макаренко на немецком и русском языках с восстановлением цензурных купюр, но в 1982, после выхода семи томов, издание было прекращено. Признание и известность как среди среди российских, так и зарубежных макаренковедов, получили, в частности, труды доктора философии, доцента Гётца Хиллига (ФРГ), иностр. члена РАО РФ и АПН Украины, многие годы возглавлявшего Международную макаренковскую ассоциацию (позже Г. Хиллиг до своей кончины в 2019 г. был вице-президентом ММА).
С другой стороны ряд зарубежных публикаций о А. С. Макаренко и его воспитательном опыте, особенно в первые годы после ВОВ и с началом т. н. холодной войны, отличались крайней предвзятостью, искажением фактов и недоброжелательностью.
Длительное время советское и зарубежное макаренковедение находились в состоянии взаимной критики.
С одной стороны, даже мало политизированные западные макаренковеды указывали на многочисленные искажения при публикации текстов А. С. Макаренко, умолчаниях и своеобразном толковании со стороны советских исследователей ряда важных биографических фактов жизни и творчества Макаренко.
С советской стороны высказывалось недовольство изучением и работой с «белогвардейцем и эмигрантом» В. С. Макаренко, вспоминались и откровенно недружественные и также искажающие наследие А. С. Макаренко публикации ряда западных деятелей. Общение затрудняло и то, что советским исследователям было крайне трудно получить разрешение на выезд в командировку (не говоря уже о собственном почине) за границу даже в страны соцлагеря, не говоря уже о кап. странах.
Сотрудничество с настроенными на научное сотрудничество по изучению наследия А. С. Макаренко западными исследователями удалось наладить только после встреч 1988 г. по поводу юбилея Макаренко во времена «перестроечной оттепели».
- В 1983 г. в Москве открыт Педагогический музей А. С. Макаренко
- 1987 г. После длительного перерыва (вследствие бытовавшего в «высоких педагогических кругах» мнения, что Макаренко уже вполне изучен и потому диссертаций по этому направлению защищать не целесообразно) были приняты к защите две докторских диссертации по макаренковедению — В. В. Кумарина (1928—2002) (Москва) и А. А. Фролова (Нижний Новгород).
- 1988 г. В год столетия со дня рождения А. С. М. ЮНЕСКО принимает постановление о праздновании этого события, где имя А. С. Макаренко упоминается как одного из четырёх деятелей (вместе с Дж. Дьюи, Г. Кершенштейнером и М. Монтессори), определивших педагогическое мышление XX в. Памятные встречи в Германии, установившие долгожданное перемирие и постепенный переход к сотрудничеству между российскими и западными макаренковедами.
- С 2001 г. на Украине не приветствуются исследования по макаренковедению и на деле затруднено рассмотрение и защита диссертаций по этому направлению[8].
- 2003 г. ИД «Народное образование» с другими заинтересованными учреждениями даёт начало Международному конкурсу им. А. С. Макаренко и Макаренковским педагогическим чтениям. С тех пор (на 2012 г.) они уже прошли 9 раз в разных уголках России и в Полтаве.
- 2003 г. К 115-годовщине со дня рождения А. С. Макаренко выпущено первое полное издание главного труда А. С. Макаренко — «Педагогической поэмы»[9]. Научный ред. издания — известный российский макаренковед, д.п.н., доц. Светлана Сергеевна Невская. Общий объём издания вырос примерно на треть, добавлены подробное предисловие и примечания. Все восстановленные места (по сравнению с «каноническим» изданием) для удобства работы и сравнений постарались дать в тексте курсивом и т. д. Любопытно, что многомиллионная педагогическая общественность России, сотни педагогических университетов и колледжей, на деле «не заметили» эту книгу. При выпуске в 10 тыс. шт. её первое издание распространялось в течение 10 лет (по декабрь 2012 г.)
- 2008 г. По поводу 120-летия со дня рождения А. С. Макаренко
- ИД «Народное образование» начинает выпуск «Альманаха Макаренко» (в идеале 2 раза в год),[10]
- в ряде городов (Екатеринбург, Москва, Самара, Волгоград) в том же году или накануне (21 декабря 2007 г, Абакан) проводятся научные и научно-практические конференции и педагогические чтения, посвящённые этому событию[11].

## Предшественники Макаренко
- Народная педагогика в смысле широко бытовавших до конца XIX — начала XX в. среди большинства народов России и иных стран обычаев приобщения детей к посильному и полезному труду и постепенному освоению (на деятельном примере и путём деятельностного же участия) знаний и навыков, которые считались в данной семье (и шире — общине) жизненно важными и необходимыми.
- Толстой, Лев Николаевич (1828—1910) — (в том числе) создатель и руководитель сельской школы с выраженными элементами трудового воспитания и обучения.
- Герд, Александр Яковлевич (1841—1888) — создатель и руководитель ряд лет воспитательной колонией под СПб. для малолетних правонарушителей.
- Неплюев, Николай Николаевич (1851—1908) — русский общественный деятель. Основатель Крестовоздвиженского православного трудового братства, основатель и попечитель Воздвиженской сельскохозяйственной школы.
- Герман Литц (1868—1919), Густав Винекен и ряд др. немецких педагогов — сторонников «сельских воспитательных домов». На поразительное сходство ряда их педагогических положений со взглядами А. С. Макаренко указывал, в частности, проф. В. В. Кумарин[12].
- Рубинштейн, Моисей Матвеевич (1878—1953) — известный педагог и воспитатель, первый ректор Иркутского университета. Автор трудов «Основы трудовой школы» (1920), Социально-правовые представления и самоуправление у детей (1925) и др.
- Шацкий, Станислав Теофилович (1878—1934) — создатель и руководитель восп. колонии «Бодрая жизнь»

## Видные макаренковеды

### Писатели, литературоведы и журналисты
- Абаринов, Александр Алексеевич, (р. 1950) — автор книг «Мой Антон Макаренко» (Одесса,2020), «Испытание властью. Киевский период А. С. Макаренко» (в соавторстве с Г. Хиллигом). Марбург, 2000.
- Балабанович, Евгений Зенонович (1906—1980) — известный литературовед и музеевед. Подготовил книги «А. С. Макаренко. Очерк жизни и творчества» (1951)[13] и «Макаренко: человек и писатель» (1963)[14]
- Вигдорова, Фрида Абрамовна (1915—1965) — в большей степени сосредоточилась на описании воспитательного опыта С. А. и Г. К. Калабалиных, но печатала статьи и о судьбах иных воспитанников А. С. Макаренко[15].
- Лукин, Юрий Борисович (1907—1998) известный литературный критик, литературовед, кинодраматург. Написал книги «А. С. Макаренко. Критико-биографический очерк» (1954) и «Два портрета. А. С. Макаренко. М. А. Шолохов» (1975)[16].
- Синицын, Иван Семёнович [1917-1998] — известный журналист и писатель, многие статьи и книги которого доходчиво, содержательно и увлечённо рассказывают об успешных примерах применения воспитания школьников в различных уголках послевоенного СССР (Калужская и Смоленская области России, целый район в Тернопольской области Украины, Солнечный Азербайджан и др.) трудом-заботой на основе подходов А. С. Макаренко.
- Фонотов, Михаил Саввич (р. 1937) — известный журналист и писатель, автор книги «Времена Антона».

### Педагоги, социологи и юристы
- Аксёнов, Сергей Иванович — к.п.н., представитель Нижегородской школы макаренковедения проф. А. А. Фролова, лауреат Премии Правительства РФ в области образования (2017).
- Атутов, Пётр Родионович (1921-2001)  — д.п.н., академик АПН СССР, известен трудами по политехническому обучению, профориентации на основе производительного труда, связи обучения школьников с производительным трудом.
- Батышев, Сергей Яковлевич (1915—2000) — д.п.н., видный деятель теории и практики профессионально-технического образования, подготовки рабочих кадров.
- Богуславский, Михаил Викторович — проф., д.п.н., член-корр. РАО, член правления Международной Макаренковской ассоциации.
- Брюховецкий, Фёдор Фёдорович (1915—1991) — дир. школы — опытн. пед. площадки в Краснодаре, продолжатель воспитательных трудовых подходов в духе Макаренко.
- Вифлеемский Анатолий Борисович — директор Нижегородского центра экономики образования, доктор экон. наук, декан факультета управления и экономики образования Нижегородского института развития образования. За цикл работ, по экономическому и правовому обеспечению деятельности образовательных учреждений награждён Медалью А. С. Макаренко[17][18].
- Волков, Геннадий Никандрович (1927—2010) — д.п.н., акад. РАО, основатель этнопедагогики (научное изучение и применение народной педагогики) как научного направления.[19]
- Гасилов, Георгий Васильевич (1901—1991) — сотр. Наркомата просвещения, где трудился вместе с А. В. Луначарским и рядом других известных педагогов, летом 1934 г. посещал Коммуну им. Дзержинского. После «дела Наркомпроса» в отнош. Г. В. Гасилова ограничиваются переводом его в «рядовые директора школ», в 1944 г. назначен дир. дет. дома около ст. «Правда», находившегося в состоянии развала, быстро привёл его в норму по системе Макаренко. Через несколько лет подобная помощь была оказана под его руководством и дет. дому «Воскресенск» (около одноим. города Моск. обл.). Изв. его книга Гасилов Г. В. Педагогическое мастерство наставника. [Вступ. ст. В. М. Коротова]. 96 с. 17 см. М.: Профиздат, 1985.
- Гетманец, Михаил Федосеевич [16.09.1923 — 29.04.2021) — проф. филологии Харьковского ун-та. Дисс. и ряд трудов посв. А. С. Макаренко.
- Гликман, Иосиф Залманович (10.06.1939 — 11.10.2016) — к.п.н., преп. МГПУ.
- Гмурман, Виктор Ефимович (1906, Одесса — 1988, Москва) — проф., д.п.н. Возглавлял лаб. в НИИ общей педагогики АПН РСФСР (СССР). Им выполнена осн. иссл. работа по подготовке двух изд. соч. А. С. Макаренко, за что ему присуждена 1-я пр. АПН СССР[20].
- Гриценко, Лариса Ивановна — проф., д.п.н., зав. каф. педагогики и психологии развития личности Волгоградской государственной академии последипломного образования (прежнее название — Волгоградская гос. акад. повышения квалификации и переподготовки работников образования)[21], автор 4 книг и более 70 статей по макаренковедению, член Правления Российской макаренковской ассоциации[22].
- Дьяченко, Виталий Кузьмич (1923—2008) — к.п.н., проф. Специалист в теории и практики коллективных видов обучения.
- Ерёмин, Виталий Аркадьевич (р. 1941) — «ребячий комиссар» Павлодара, основатель и рук. «ГринАбель» в конце 1960-х, позже журналист и писатель.
- Жураковский, Геннадий Евгеньевич (1894—1955) — историк педагогики, чл.-корр. АПН РСФСР (1945), д-р педагогических наук (1940).
- Зязюн И. А. [1938-2014] (Украина) — акад. АПН Украины, ректор Полтавского НПУ им. В. Г. Короленко, основатель каф. Педагогического мастерства, министр просвещения Украины.
- Иванов И. П. [1923—1992] — д.п.н., академик РАО, проф. ЛГПИ им. А. И. Герцена, лауреат премии имени Антона Макаренко.
- Илалтдинова, Елена Юрьевна (р. 1969) — д.п.н., сотрудник, позже руководитель исследовательской лаборатории «Воспитательная педагогика А. С. Макаренко» Мининского университета (Нижний Новгород).
- Калабалин С. А. [1903-1972] — воспитанник, сотрудник и последователь А. С. Макаренко
- Кумарин В. В. [1928-2002] — проф., д.п.н., член Союза журналистов СССР.
- Кушнир А. М. [1958-2021] — рук. ИД «Народное образование», к.п.н., гл. ред. одноимённого журнала, «Альманаха Макаренко» и ряда других изданий.
- Медынский, Евгений Николаевич (1885—1957) — д.п.н., историк педагогики. Автор книги «А. С. Макаренко. Жизнь и педагогическое творчество». — М., 1949.
- Меттини Э. — дипломат и педагог, Италия.
- Моргун, Владимир Фёдорович — зав. каф. психологии Полтавского государственного педагогического университета, канд. психол. наук.
- Невская Светлана Сергеевна — доц., д.п.н.
- Опалихин, Виктор Михайлович [1936-2017] — к.п.н., г. Челябинск. В течение многих лет яркий руководитель, теоретик и практик уральского макаренковедения. Ещё в педагогическом вузе вёл большую общественную работу. После его окончания успешно воплощал в течение нескольких лет Систему Макаренко в ряде школ Казахстана и России, защитил диссертацию на звание к.п.н. по этому направлению, под его редакцией вышла книга воспоминаний известного воспитанника Макаренко Леонида Конисевича, участвовал в создании Лаборатории Макаренко в г. Челябинске, а также подготовке и проведении целого ряда других мероприятий.
- Павлова, Мария Петровна [1897 — 12.12.1984] — занималась изучением педагогического опыта А. С. Макаренко. Известна книгой Педагогическая система А. С. Макаренко и современность. М.: Высшая школа, 1988 г., 285 с.
- Постников, Михаил Михайлович [1927-2004] — изв. математик, проф. МГУ, д.ф.м.н., обнародовавший в 1987-88 гг. и продвигавший на общественное обсуждение концепцию новой «школы с уклоном в будущее», неотъемлемой частью которой считал ответственность школы за конечный (а не промежуточные) итог обучения, реальную демократизацию её управления, возможность и необходимость полезного и посильного труда для учащихся, реальный учёт в воспитании и обучении в школе природных способностей учащихся и возможностей школы на местах, ограничение полномочий тогда ещё АПН РСФСР (ныне РАО) до рекомендательных.
- Ривин, Александр Григорьевич (1877—1944) — русский и советский педагог-новатор, автор коллективной формы обучения.
- Слободчиков В. И. — проф., д. философ. наук, чл.-корр. РАО, с 2008 по 2013 г. — Президент Российской Макаренковской ассоциации.
- Соколов, Ричард Валентинович, (09.02.1943 — 17.02.2018) — к. соц. н., с.н.с. сектора стратегия социокультурной политики РФ Российского института культурологии, действительный член Академии педагогических и социальных наук, один из основателей Московского педагогического музея А. С. Макаренко и один из его постоянных экскурсоводов, член Правления Российской Макаренковской ассоциации (РМА), член Ассоциации исследователей детского движения, член Совета по празднично-игровой культуре.
- Ткаченко, Андрей Владимирович — д.п.н., заведующий кафедрой педагогического мастерства и менеджмента им. И. А. Зязюна Полтавского национального педагогического университета им. В. Г. Короленко, президент Украинской ассоциации А. С. Макаренко, инициатор и автор создания портала «Макаренкиана» — одного из наиболее обширных и точных электронных хранилищ по макаренковедению, соорганизатор проведения целого ряда крупных, в том числе межд. конференций по данному направлению, известных издательских проектов и т. д.
- Фролов, Анатолий Аркадьевич — проф., научный консультант исследовательской лаборатории «Воспитательная педагогика А. С. Макаренко» Мининского университета (Нижний Новгород).
- Гётц Хиллиг (нем. Götz Hillig; 15.02.1938 — 6.06.2019) — проф. Марбургского университета (Германия), руководитель лаборатории «Макаренко-реферат».
- Ширяев, Владислав Алексеевич (1940—199*) — основатель и руководитель молодёжного клуба в Липецкой области. Впоследствии — комсомольский и партийный работник. Автор книг о малоизвестном широкой общественности киевском периоде деятельности А. С. Макаренко и о своём посильном опыте следования заветам Макаренко в жизни своего клуба.
- Шмаков, Сталь Анатольевич (1931—1998) — видный теоретик и практик культурной досуговой деятельности молодёжи, изучения игры как феномена культуры. Первая книга С. А. Шмакова посвящена наследию А. С. Макаренко.
- Ярмаченко, Николай Дмитриевич (1928—2010) — акад. АПН СССР (1982), основатель АПН Украины, один из основателей и первых руководителей ММА.
- и др.

В других языковых разделах Википедии
- Ференц Патаки (1928—2015) — венгерский педагог и психолог, исследователь коллективной, групповой педагоги, автор ряда трудов о педагогике А. С. Макаренко.

## Производственники (наставники)
- Витченко, Степан Степанович (1909—1986) — бригадир ПО «Электросила» (СПб.). Предложил и возглавил движение наставничества на своём объединении. Оставил ряд книг и статей о своём опыте.
- Карманов, Валентин Фёдорович — в послевоенные годы в течение более 20 лет возглавлял Московский опытный школьный завод «Чайка», выводя учащихся «в люди» и … постоянно отбиваясь от не в меру «заботливых» о «беззаботности детей» чиновников. Оставил воспоминания, изданные в сборнике Павлова М. П., Карманов В. Ф. Педагогическая система А. С. Макаренко и современность. Опыт московского завода «Чайка». М.: Высшая школа, 1988 г., 285 с.
- Сериков, Владислав Пахомович (1927—1994) — бригадир строителей, предложил бригадный подряд («работу по совести») в промышленном строительстве и показал со своей бригадой воодушевляющий пример в этом отношении. Оставил несколько насыщенных по содержанию и доступных по изложению для читателя-производственника книг, из которых видно знание и умелое применение автором в том числе и ряда подходов и принципов макаренковской педагогики, о чём автор несколько раз и сам прямо упоминает.

## Известные сотрудники Макаренко
- Весич, Владимир Александрович (1886 – после 1939) – педагог Полтавской и Харьковской трудовой колонии им. М. Горького, прототип П. И. Журбина в “Педагогической поэме”. Окончил Петровский полтавский кадетский корпус (1907), Киевское военное училище (1909). С началом Первой мировой войны участвовал в боевых действиях. В годы Гражданской войны служил в армии УНР, попал в плен к Красной Армии, с 1920 находился на особом учёте органов ГПУ. В начале 1920-х служил в Красной Армии на командных должностях. В колонии имени М. Горького работал с 01.08.1923, исполняя обязанности заместителя заведующего и воспитателя.
- Калабалин, Антон Семёнович (1939—2013) — руководитель ряда детских учреждений, где успешно применил систему Макаренко. В последние годы — директор Педагогического музея А. С. Макаренко в Москве.
- Макаренко, Виталий Семёнович (1895-1983) - младший брат, офицер Царской армии, получивший контузию в боях в ходе Брусиловского прорыва и потому демобилизованный. Как полагают многие макаренковеды, именно Виталию принадлежит мысль и предложение брату широко использовать (игровую) военизацию, воинские атрибуты и некоторые правила (знамёна, отдача рапортов, несение караула, дежурств и др.) в воспитательной деятельности, к чему А.С. поначалу отнёсся скептически. Но Виталий сам показал пример (несколько месяцев до эмиграции он помогал брату) и стало понятно, что это хорошо. Подробнее см. Макаренко В.С. Мой брат Антон Семёнович, Г. Хиллиг. На разных берегах // Альманах Макаренко.
- Остроменцкая, Надежда Феликсовна (1893—1968) — летом 1926 г. работала в колонии им. М. Горького клубным работником, затем воспитателем-учителем. Впоследствии украинская детская писательница. Оставила воспоминания о Колонии им. Горького[2]
- Терский, Виктор Николаевич (1898—1965) — ближайший сподвижник и последователь А. С. Макаренко, Народный учитель СССР.
- Фере, Николай Эдуардович (1897—1981) — агроном в Колонии им. Горького, позже к.с.-х.н., зав. каф. Тимирязевской сельскохозяйственной академии. Оставил ряд подробных воспоминаний о Колонии им. Горького[23] и самом Макаренко[24].

## Заступники и охранители
- Балицкий, Всеволод Аполлонович (1892-1937) - Народный комиссар внутренних дел Украинской ССР (1934—1937). Уделял внимание А.С. Макаренко и его начинаниям. Благодаря Балицкому снятый с директорства Колонии им. Горького Макаренко смог остаться на той же должности в Коммуне им. Ф.Э. Дзержинского, относившейся уже к системе НКВД и недоступной поэтому власти Наркомпроса. Позже неоднократно не давал хода многочисленным доносам, подававшимся на Макаренко, в том числе в НКВД.

## Известные последователи Макаренко
- Алёшин, Василий Фёдорович (1926—2012) — известный ветеран ВОВ и педагог, орденоносец, народный учитель СССР.
- Бритвихин, Анатолий Николаевич (1928—2005)
- Брюховецкий, Фёдор Фёдорович (1915—1991) — директор известной своими достижениями школы (Краснодар), Заслуженный учитель школы РСФСР, кандидат педагогических наук.
- Дерунова, Елена Николаевна (30.5.1906 — 9.11.1995) — Заслуженный учитель РСФСР[25],[26]. Подробности воспитательного опыта приведены в книгах очерков И. С. Синицына.
- Дьяченко, Виталий Кузьмич (1923-2008) — советский и российский учёный-дидакт, педагог-практик, профессор, новатор, основоположник дидактики как науки об объективных законах организации и исторического развития учебного процесса, родоначальник теории коллективного способа обучения (КСО).
- Захаренко, Александр Антонович (1937—2002) — директор школы на Черкассщине (Украина).
- Католиков, Александр Александрович (1941—1996) — Народный учитель СССР
- Конисевич, Леонид Вацлавович (1914—1994) — ветеран морского флота, ветеран ВОВ. На пенсии воспитывал по системе Макаренко и написал подробную и увлекательную книгу воспоминаний о Коммуне им. Дзержинского (как её воспитанник).
- Кубраков, Григорий Максимович (1920—2006) — Народный учитель СССР, ветеран ВОВ.
- Макшанцев, Борис Григорьевич (1923—1990) — директор СПТУ, Народный учитель СССР, ветеран ВОВ.
- Масонова, Софья Петровна (1915—1974) — с 1961 по 1973 г. директор Улановской средней школы Медынского р-на Калужской области. Школьный коллектив под её руководством успешно соединял обучение с производительным трудом (сортоиспытание картофеля, выращивание семян цветочных культур по договору с конторой «Сортсемовощ» и др.), что подробно описано в книгах очерков И. С. Синицына «Школа золотых ребят», «Когда воспитывает труд»[27] и др. Заслуженный учитель РСФСР[28].
- Михненко, Григорий Кириллович (1910—1990) — известный украинский педагог, Герой Социалистического труда.
- Подерягин, Василий Савельевич (р. 1947) — Народный учитель СССР
- Сологуб, Георгий Павлович (1923—2002) — видный педагог в области трудового воспитания и обучения, Заслуженный учитель РСФСР, Герой Социалистического труда (1983).
- Ткаченко, Иван Гурович (1919—1994) — директор Богдановской средней школы, Герой Социалистического труда, к.п.н.
- Троицкая, Елена Григорьевна (1907—2004) — предложила самобытную методику преподавания химии в соединении с прозводительным трудом. Методика неоднократно обсуждалась в центральной педагогической печати, на чтениях АПН СССР, была внедрена в 1960-х годах во всех школах Северо-Кавказской железной дороги. Удостоена вания Заслуженный учитель РСФСР.
- Шоюбов, Загид Гамиль оглы (1924—2006) — директор Халданской средней сельской школы-комплекса (Азербайджан), Народный учитель СССР. Подробности воспитательного опыта приведены в книге очерков И. С. Синицына «Когда воспитывает труд».
- Явлинский, Алексей Григорьевич [1915-1981] — награждён двумя орденами Отечественной войны 2-степени, орденом Красной Звезды и многими медалями. После ВОВ до конца жизни трудился воспитателем в колонии, применяя подходы Макаренко[29]
- Ярмоленко, Павел Андреевич — педагог-новатор, экспериментатор, начальник учебного цеха — политехнического центра трудового обучения и профессиональной ориентации Харьковского тракторного завода (1963—1975), доктор педагогических наук, профессор Харьковского государственного университета им. А. М. Горького (ныне Харьковский национальный университет им. В. Н. Каразина), Харьковского государственного института физической культуры (ныне Харьковская государственная академия физической культуры) и Украинской инженерно-педагогической академии (г. Харьков), отличник народного просвещения СССР, научный руководитель проекта политехнического центра трудового обучения и профориентации Дзержинского района г. Харькова, отмеченного премией Ленинского комсомола (1975).
- И другие

### Макаренковские библиотеки
- Произведения А. С. Макаренко на сайте "А.С.Макаренко, электронная библиотека произведений А.С.Макаренко, медиаресурсы о жизни и творческой деятельности А.С.Макаренко" makarenko.su
- Основные труды А. С. Макаренко на сайте Научной педагогической электронной библиотеки. elib.gnpbu.ru. (ГНППУ им. Ушинского)
- Библиотечка макаренковедческих исследований на сайте  makarenko-museum.ru
- Межрегиональная общественная организация педагогической общественности "Макаренковское содружество" (Российская макаренковская ассоциация) (стр. ВКонтакте)

На иных языках
- Макаренкиана на портале Полтавского НПУ им. В. Г. Короленко. (укр.)

### Энциклопедии
- А. С. Макаренко: школа жизни, труда, воспитания. Учебная книга по истории, теории и практике воспитания. В 9-ти томах. Нижний Новгород, 2007—2017 гг. Составление и комм. А. А. Фролов, Е. Ю. Илалтдинова, С. И. Аксёнов

- А. С. Макаренко: школа жизни, труда, воспитания. Учебная книга по истории, теории и практике воспитания Часть I. Деловые и личные письма, статьи 1921—1928 гг. / сост. А. А. Фролова, Е. Ю. Илалтдиновой. Нижний Новгород: НГПУ, 2007. 536 с.
- А. С. Макаренко: школа жизни, труда, воспитания. Учебная книга по истории, теории и практике воспитания Часть II. Письма, разработки, книги-очерки, статьи 1928—1932 гг. / сост. и коммент. А. А. Фролова, Е. Ю. Илалтдиновой. Нижний Новгород: Изд-во Волго-Вятской академии государственной службы, 2008. 543 с.
- А. С. Макаренко: школа жизни, труда, воспитания. Учебная книга по истории, теории и практике воспитания Часть III. Статьи, выступления, письма, материалы книги, пьесы, «Педагогическая поэма» 1932—1934 гг. / сост. и коммент. А. А. Фролова, Е. Ю. Илалтдиновой. Нижний Новгород: Изд-во Волго-Вятской академии государственной службы, 2009. 365 с. ISBN 978-5-85152-786-9
- А. С. Макаренко: школа жизни, труда, воспитания. Учебная книга по истории, теории и практике воспитания Часть 4. Деловые и личные письма, «Педагогическая поэма», «Методика организации воспитательного процесса», статьи, выступления, подготовительные материалы 1935—1936 гг. / сост. и коммент. А. А. Фролова, Е. Ю. Илалтдиновой. Нижний Новгород: Изд-во Волго-Вятской академии государственной службы, 2010. 333 с.
- А. С. Макаренко: школа жизни, труда, воспитания. Учебная книга по истории, теории и практике воспитания Часть 5. Статьи, выступления, письма, подготовительные материалы, «Книга для родителей» 1936—1937 гг. / сост. и коммент. А. А. Фролов, Е. Ю. Илалтдинова, С. И. Аксёнов. Нижний Новгород: Изд-во Волго-Вятской академии государственной службы, 2011. 384 с. ISBN 978-5-85152-931-3
- А. С. Макаренко: школа жизни, труда, воспитания. Учебная книга по истории, теории и практике воспитания Часть 6. Статьи, литературные рецензии, «Лекции о воспитании детей», «Честь», «Проблемы школьного советского воспитания», письма, рассказы, выступления 1937—1938 гг. / сост. и коммент. А. А. Фролов, Е. Ю. Илалтдинова, С. И. Аксёнов. Нижний Новгород: Изд-во Волго-Вятской академии государственной службы, 2013. 314 с.
- А. С. Макаренко: школа жизни, труда, воспитания. Учебная книга по истории, теории и практике воспитания Часть 7. Статьи о школе и художественной литературе, «Флаги на башнях», подготовительные материалы к «Путям поколения» и «Ньютоновым кольцам», рассказы, встречи с читателями, «Некоторые выводы из моего опыта», «О моём опыте», статьи, письма, дневниковые записи — 1938 г. / сост. и коммент. А. А. Фролов, Е. Ю. Илалтдинова, С. И. Аксёнов. Нижний Новгород: Изд-во Волго-Вятской академии государственной службы, 2014. 368 с. ISBN 978-5-85219-349-0.
- А. С. Макаренко: школа жизни, труда, воспитания. Учебная книга по истории, теории и практике воспитания Часть 8. Выступления и отзывы о художественной, детской литературе, доклады о воспитании и этике, киносценарии, материалы к «Книге для родителей», рассказы, письма, дневниковые записи. Дек. 1938 — март 1939 гг. / А. С. Макаренко, сост. и коммент. А. А. Фролов, Е. Ю. Илалтдинова, С. И. Аксёнов. — Н. Новгород: Мининский университет, 2015—358 с.
- А. С. Макаренко: школа жизни, труда, воспитания. Учебная книга по истории, теории и практике воспитания Часть 9. Дополнения к 1-8 частям: различные авторские и документальные материалы, относящиеся к советскому и дореволюционному (1917 г.) периодам жизни и деятельности А. С. Макаренко. / сост. и коммент. А. А. Фролов, Е. Ю. Илалтдинова, С. И. Аксёнов. — Н. Новгород: Мининский университет, 2017. — 402 с.

- Хиллиг, Гётц. В поисках истинного Макаренко. Русскоязычные публикации (1976—2014). Полтава: ПНПУ им. В. Г. Короленко. Издатель Шевченко Р. В., 2014 г. 778 с. ISBN 978-966-8798-39-9. (обложка и оглавление книги).

### Книги и брошюры
О самом А. С. Макаренко, его сотрудниках и воспитанниках
- А. Абаринов, Г. Хиллиг. Испытание властью. Киевский период А. С. Макаренко. — Марбург, 2000.
- Балабанович Е. З. Антон Семёнович Макаренко: Человек и писатель. — М.: Московский рабочий, 1963. — 472 с. — 20 000 экз.
- Гетманец И. О., Гетманец М. Ф. А. С. Макаренко и религия Харьков, 2016 г. 50 шт.
- Гриценко, Лариса Ивановна Тенденции макаренковедения на Западе, под ред. Л. Ю. Гордина. Волгоград, 1991, 6,5 п.л
- Гриценко Л. И. А. С. Макаренко: педагогика трудного детства. Волгоград, 2003, 14 п.л.
- Образовательная среда как основа развития индивидуальности обучающихся и их социализации (pdf). // Макаренковские педагогические чтения. Выпуск 12. Под ред. д.п.н., проф. Л. И. Гриценко Волгоград, 2015 г. Обложка (pdf).
- Идеи и опыт отечественной педагогики как фактор развития современного образования в России (pdf). // Макаренковские педагогические чтения. Выпуск 13. Под ред. д.п.н., проф. Гриценко Л. И. Волгоград, 2016 г.
- Жураковский Г. Е. Педагогические идеи А. С. Макаренко. / Под ред. и с вводной статьёй чл.-кор. АПН РСФСР проф. Ш. И. Ганелина ; Акад. пед. наук РСФСР. — Москва : Изд-во Акад. пед. наук РСФСР, 1963. — 328 с.; 22 см.
- Калабалин С. А. «Бродячее детство» // М.: Молодая гвардия, 1968 г.
- Калабалин С. А., Калабалина Г. К. Слово об учителе и о себе (к столетию со дня рождения А. С. Макаренко) // Моск. обл. политехникум. Учеб.-метод. кабинет. Инф. вып. 1989 г.
- Козлов И. Ф. О педагогическом опыте А. С. Макаренко. Кн. для учителя. М.: Просвещение, 1987 г.
- Конисевич Л. В. Нас воспитал Макаренко.(html) pdf под науч. ред. к.п.н. Опалихина В. М. — Челябинск: ИУУ, 1993 г. 331 с.
- Кумарин В. В. Педагогика стандартности или почему детям плохо в школе. М.: 1998 г. 64 с.
- Кумарин В. В. Престижное воспитание? Проще простого! Если слушать голос Природы. М.: изд. ж-ла «Престижное воспитание», 2001 г., 172 с.
- Лукин Ю. Б.  Два портрета. А. С. Макаренко. М. А. Шолохов. Критико-биографические очерки. М.: Московский рабочий 1975 г. 416 с., 50 000 экз.
- Медынский Е. Н. А. С. Макаренко. Жизнь и педагогическое творчество. — М., 1949;
- Морозов В. В. Воспитательная педагогика Антона Макаренко. Опыт преемственности. Москва-Егорьевск: ЕФ МГГУ им. М. А. Шолохова, 2007. — 238 с.
- Морозова Н. А. А. С. Макаренко. Семинарий. Ленинград: Учпедгиз, 1961 г. 240 с.
- Павлова, Мария Петровна, Карманов В. Ф. сб. Павлова М. П. Педагогическая система А. С. Макаренко и современность. Карманов В. Ф. Опыт московского завода «Чайка» М.: Высшая школа, 1988 г., 285 с.
- Соколов Р. В., Соколова Н. В. Православная педагогическая культура А. С. Макаренко: судьба подвижника и его педагогического опыта. М., 2009 г.
- Терский В. Н., Кель О. С. Игра. Творчество. Жизнь. М.: Просвещение, 1966 г. 303 с.
- Ткаченко А. В. Антон Макаренко: Харьковская трудовая колония им. М. Горького в документах и материалах. 1926—1928 гг. Киев: Педагогическая мысль, 2008 г. (укр.)
- Ткаченко А. В. Профессиональное развитие личности в практике А. С. Макаренко: историко-педагогический аспект (1920—1935 гг.) Полтава: ПНПУ им. В. Г. Короленко, 2013 г. (укр.)
- Воспитанники Макаренко. Иван Токарев (обложка книги) (основной текст)// авт.-сост. и науч. ред. к.п.н. В. М. Опалихин, авт. интервью и очерка — М. С. Фонотов, журналист. Челябинск: Изд-во Челябинского ИРПО, 2013. 316 с. ISBN 978-5-93407-054-1. Обнародовано в электронном виде с разрешения рук. издат. проекта к.п.н. А. И. Кузнецова и авт.-сост. и науч. ред. к.п.н. В. М. Опалихина. (Воспоминания воспитанника А. С. Макаренко по Коммуне им. Дзержинского И. Д. Токарева).
- Фере Н. Э. Мой учитель. М.: Правда, 1953 г., 103 с.
- Фере Н. Э. Сельскохозяйственный труд в колонии им. М. Горького // Воспоминания о Макаренко (Сборник материалов) / Сост. Н. А. Лялин, H.A. Морозова. — Л., 1960. 346 с. — С. 213—235.
- Фонотов М. С. Времена Антона. Судьба и педагогика А. С. Макаренко. Свободные размышления. Челябинск: Издательство Игоря Розина, 2013. ISBN 978-5-903966-27-1.
- Фролов А. А. А. С. Макаренко в СССР, России и мире: историография освоения и разработки его наследия (1939—2005 гг., критический анализ). Н. Новгород: Изд-во Волго-Вятской академии государственной службы, 2006. 417 с. ISBN 5-85152-546-0.
- Фролов А. А., Илалтдинова Е. Ю., Аксёнов С. И. Исхак Адизес и Антон Макаренко: развитие — основа организации // «Социальная педагогика», 2015 г. № 5-6.
- Фролов А. А., Илалтдинова Е. Ю. Идеи А. С. Макаренко в образовательной теории и практике современного бразильского движения безземельных работников (ДБР-MST). Нижний Новгород: изд-во Мининского университета, 2019. 54 с.
- Фролов А. А., Илалтдинова Е. Ю. А. Макаренко и П. Фрейре: сравнение основ их социально-педагогической деятельности. Нижний Новгород: изд-во Мининского университета, 2019. 19 с.
- Хиллиг, Гётц. В поисках истинного Макаренко. Русскоязычные публикации (1976—2014). Полтава: ПНПУ им. В. Г. Короленко. Издатель Шевченко Р. В., 2014 г. 778 с. ISBN 978-966-8798-39-9. (обложка и оглавление книги).
- Ширяев В. А. Камни с дороги надо убирать. М.: Молодая гвардия, 1990 г.
- Ярмаченко Н. Д. Педагогическая деятельность и творческое наследие А. С. Макаренко. — Киев, 1989. ISBN 5-330-00641-4.

Об опыте последователей и трудовых наставников, ссылавшихся и опиравшихся на педагогику Макаренко
- Витченко С. С. Дорогие наши мальчишки. Л.: Лениздат, 1978. С. 255.
- Гасилов Г. В. Педагогическое мастерство наставника. [Вступ. ст. В. М. Коротова]. 96 с. 17 см. М.: Профиздат, 1985.
- Дягилев В. Я. Свидание с юностью : [Докум. повесть о бригадире-наставнике ленингр. з-да «Электросила» С. С. Витченко]. — Москва : Сов. Россия, 1972. — 208 с. : ил.; 17 см.
- Ерёмин В. А. Отчаянная педагогика. М.: Владос, 2008 г. (разм. на страницах Пед. музея А. С. Макаренко с разр. автора), пред. изд. книги в изд. АПК и ППРО, М., 2006 г.
- Католиков А. А. Моя семья: записки директора Сыктывкарской школы-интерната № 1 для детей-сирот. М.: Педагогика, 1990. 224 с. С ил. ISBN 5-7155-0234-9.
- Кубраков Г. М. По заветам Макаренко (Опыт Мамлютской школы-интерната): Кн. для учителя (М. Просвещение, 1987). 118 с.
- Кубраков Г. М. Школа труда и доверия (Диалог между педагогом и журналистом о путях развития современной школы / Г. М. Кубраков, Д. Х. Фарбер). Казахстан, Алма-Ата, 1989. 142 с.
- Сто дорог — одна твоя! (сб. очерков о последователях А. С. Макаренко в Татарии), под ред. В. Шакировой. Казань: Татарское кн. изд-во, 1988 г. С. 62-80. (о Б. Г. Макшанцеве
- Павлова, Мария Петровна, Карманов В. Ф. сб. Павлова М. П. Педагогическая система А. С. Макаренко и современность. Карманов В. Ф. Опыт московского завода «Чайка» М.: Высшая школа, 1988 г., 285 с.
- Сериков В. П., Миронов Ю. Н. Крутые высоты. (Диалоги о бригадном подряде по материалам телевизионных передач «На стройках пятилетки»). Серия «Герои десятой пятилетки». М.: Стройиздат, 1980. 152 с.
- Договор по совести / В. П. Сериков. — Москва : Политиздат, 1984. — 206 с. ; 20 см. — 100000 экз. (переиздание — М.: Роман-газета, 1986);
- Сериков В. П. Профессия — бригадир (Лит. запись В. П. Наумова). Москва : Стройиздат, 1984. — 121 с.
- Синицын И. С. Трудовое взросление. — Тула: Приок. кн. изд-во, 1983. — 105 с. — 3000 экз.
- Синицын И. С. Школа золотых ребят : Очерки (о труд. и нравств. воспитании). — М.: Современник, 1985. — 255 с. — (Наш день). — 30 000 экз.
- Синицын И. С. Когда воспитывает труд. — М.: Педагогика, 1987. — 334 с. — 100 000 экз.
- Ярмоленко П. А. Педагогические проблемы обучения и воспитания старшеклассников в межшкольном центре профориентации. Харьков: Вища шк., 1977. 160 с.

### Диссертации
- Аксёнов С. И. «Становление и развитие взглядов А. С. Макаренко на воспитание в противоречиях социально-педагогической действительности 1920—1935 гг.» диссертация по спец. 13.00.01. Мининский университет, Нижний Новгород. Автореферат дисс.
- Антонова, Татьяна Александровна. Социально-педагогическая работа с беспризорными детьми в советской России (СССР) в 1918—1935 гг. : дисс. … канд. пед. наук : 13.00.01 / — Великий Новгород: Новгород. гос. ун-т им. Ярослава Мудрого, 2012. — 142 с. Автореферат.
- Барбина, Елизавета Сергеевна. Формирование педагогического мастерства в системе непрерывного педагогического образования : дис. … докт. пед. наук : 13.00.04. — Киев, 1998. Автореферат (укр.)
- Букатов, Вячеслав Михайлович. Театральные технологии в гуманизации процесса обучения школьников : дисс. … докт. пед. наук : 13.00.02. — Москва, 2001. — 376 с.
- Букреева, Светлана Михайловна. Становление и развитие системы внешкольного воспитания детей в Украинской ССР (1917—1941 гг.) : дисс. … канд. пед. наук : 13.00.01. — Киев, 1981. — 154 c.
- Во Куанг Фук. Педагогическая система А. С. Макаренко и её значение для развития воспитательной практики и педагогики Демократической Республики Вьетнам : дисс. … канд. пед. наук : 13.00.01. — Москва, 1973. — 115 с.
- Врачинская, Татьяна Валерьевна. Конфликт в педагогическом взаимодействии в отечественной педагогике XIX — середины XX веков : дисс. … докт. пед. наук : 13.00.01 / — Калининград: Рос. гос. ун-т, 2011. — 442 с. Автореферат.
- Гасымова, Галина Александровна. Философско-антропологические основы мировоззрения и творчества А. С. Макаренко. Дисс. … к. филос. н. по спец. 09.00.13. Нижневартовск, 2008.
- Гетманец, М. Ф. А. С. Макаренко и советская литература 20-30-х годов (роль писателя в утверждении концепции социалистической личности) // диссертация на степень доктора филологических наук. Киевский университет, 1980.
- Гончарова, Ксения Михайловна. Стили педагогической деятельности А. С. Макаренко и В. А. Сухомлинского. Дисс. … к.п.н. по спец. 13.00.01. Пятигорск, 2006 г. Автореферат.
- Гриценко, Лариса Ивановна Личностно-социальная концепция А. С. Макаренко в современной педагогике: Сравнительный анализ отечественного и зарубежного макаренковедения // дисс. на звание д.п.н. Тюмень, 1998.
- Гусоев, Валерий Иосифович. Проблема педагогического такта в отечественной педагогике 1861—1991 годов : дисс. … канд. пед. наук : 13.00.01 / — Пятигорск: Пятигор. гос. лингвист. ун-т, 2008. — 188 с. Автореферат.
- Дейч, Борис Аркадьевич. Разновозрастные сообщества, как условие организации жизнедеятельности подростков в учреждениях дополнительного образования : дисс. … к.п.н. : 13.00.01. — Новосибирск, 2000. — 146 с.
- Евлешина, Нина Александровна. Жизненный цикл детского общественного объединения в школе как педагогический феномен : дисс. … канд. пед. наук : 13.00.01. — Ульяновск, 2002. — 176 с.
- Еровенко, Виктор Николаевич. Особенности развития педагогики в условиях смены технологических укладов : дисс. … к.п.н. : 13.00.01 / Ростов-на-Дону: Юж. федер. ун-т, 2007. — 138 с. Автореферат.
- Зуева, Ирина Викторовна. Теория воспитательного коллектива в отечественной педагогике 1946—1991 гг. : дис. … канд. пед. наук : 13.00.01 / Пятигор. гос. лингвист. ун-т. — Пятигорск, 2005. Автореферат.
- Инфанте Вильфанье, Марта. Социалистическое соревнование в общественно полезном производительном труде учащихся старших классов (на материале Республики Куба) : дисс. … к.п.н. : 13.00.01. — Ленинград, 1984. — 193 c.
- Карсакова, Светлана Юрьевна. «Педагогическая операция» в истории и современной технологии воспитания. Дисс. … к.п.н. по спец. 13.00.01. Нижний Новгород, 2000. Автореферат.
- Князева, Татьяна Сергеевна. Проблема самоуправления воспитанников в теоретическом наследии и опыте А. С. Макаренко : диссертация … кандидата педагогических наук : 13.00.01. — Москва, 1981. — 229 с.
- Козлова, Галина Николаевна. Воспитание в системе деятельности отечественной общеобразовательной средней школы : Первая половина XX в. : дис. … докт. пед. наук : 13.00.01 / Нижегор. гос. пед. ун-т. — Нижний Новгород, 2005. Автореферат.
- Кораблёва Т. Ф. Философско-этические аспекты теории коллектива А. С. Макаренко. Автореф. дисс. … канд. философ. наук. М.: РГМУ, 2000.
- Крапивина, Лариса Александровна. Воспитательная система разновозрастного объединения как средство социального развития личности подростков : На материале отряда «Каравелла» и движения разновозрастных объединений России : дисс. … канд. пед. наук : 13.00.01. — Екатеринбург, 2006. — 261 с. : ил.
- Круглов, Владимир Витальевич. Межвозрастное взаимодействие как фактор реализации воспитательного потенциала детского общественного объединения : дисс. … канд. пед. наук : 13.00.01 / — Москва: Ин-т теории и истории педагогики РАО, 2010. — 173 с. : ил. Автореферат.
- Кулагина, Светлана Степановна. Развитие идеи ученического самоуправления в педагогическом наследии А. С. Макаренко. Дисс. … к.п.н. по спец. 13.00.01, 2013 г. ФГБОУ ВПО «Военный университет» МО РФ, г. Москва. Автореферат.
- Кумарин В. В. Теория коллектива в трудах А. С. Макаренко и пути её эффективного применения в современной школе : Автореферат дис. на соискание учёной степени кандидата педагогических наук. (730) / АПН СССР. Науч.-исслед. ин-т теории и истории педагогики. М., 1968. 23 с.
- Кумарин В. В. Методологические проблемы теории воспитания в трудах А. С. Макаренко : диссертация … доктора педагогических наук : 13.00.01. — Москва, 1986. — 335 с.
- Лоскутов, Валерий Алексеевич. Проблемы идейно-нравственного воспитания школьников в педагогическом наследии А. С. Макаренко и В. А. Сухомлинского : дисс. … канд. пед. наук : 13.00.01. — Киев, 1976. — 217 с.
- Лукина Ирина Николаевна. Подготовка будущего учителя технологии и предпринимательства к научно-педагогическому творчеству. Дисс. … к.п.н., 13.00.08. Омск, 2005.
- Мальков, Евгений Владимирович. Формирование воспитательной среды учебного заведения в отечественной педагогике 20-30 годов XX столетия : дисс. … канд. пед. наук : 13.00.01 / — Москва: Воен. ун-т, 2012. — 192 с. Автореферат.
- Меттини Эмилиано. Аксиологические ориентиры воспитательной системы А. С. Макаренко. Дисс. … к.п.н., 2019, Москва. Автореферат.
- Моргаевская, Анна Николаевна. Развитие теории коллектива в отечественной педагогике : дисс. … канд. пед. наук : 13.00.01 / ]. — Санкт-Петербург: РГПУ, 2009. — 190 с. Автореферат.
- Морозов В. В. Реабилитационно-педагогический процесс в образовательных интернатных учреждениях // Автореф. дисс. … канд. пед. наук. Москва, 2001 г.
- Мосолов, Вячеслав Андреевич. Парадигмы воспитания в педагогической мысли России XI-XX вв. : дисс. … докт. пед. наук : 13.00.06. — Санкт-Петербург, 2000. — 367 с.
- Невская, Светлана Сергеевна. Теоретические основы стимулирования трудовой деятельности воспитанников в педагогической системе А. С. Макаренко : диссертация … кандидата педагогических наук : 13.00.01 / АПН СССР. НИИ общ. проблем воспитания. — Москва, 1988. — 232 с. : ил.
- Неустроев, Ариан Николаевич. Формирование экономического сознания воспитанников в системе трудового воспитания А. С. Макаренко : дисс. … канд. пед. наук : 13.00.01. — Якутск, 2002. — 128 с.
- Никулина, Наталья Николаевна. Развитие идей системного подхода к процессу воспитания в отечественной педагогике : Историко-педагогический контекст : дисс. … канд. пед. наук : 13.00.01. — Белгород, 2003. — 171 с. Автореферат.
- Новиков, Сергей Геннадьевич. Воспитание рабочей молодёжи в условиях форсированной модернизации России : 1917-й — 1930-е годы : дисс. … докт. пед. наук : 13.00.01 / — Волгоград: Волгогр. гос. пед. ун-т, 2007. — 384 с. Автореферат.
- Окса, Николай Николаевич. Проблемы дидактики в педагогическом наследии А. С. Макаренко : дис. … канд пед. наук : 13.00.01. — Киев, 1991. Автореферат
- Орлова, Анна Петровна. Взаимосвязь и взаимодействие народной и научной педагогики в системе профессиональной подготовки учителя : дисс. … докт. пед. наук : 13.00.08. — Витебск, 1997. — 402 с.
- Паншина, Светлана Васильевна. Эстетическое воспитание несовершеннолетних правонарушителей. Дисс. … к.п.н. по спец. 13.00.01. СПб., 2003. Автореферат.
- Петрикаш, Арпад (Венгрия) Единство воспитания коллектива и личности учащихся старших классов: Автореферат дис. на соискание учен. степени кандидата пед. наук / М-во просвещения РСФСР. Ленингр. гос. пед. ин-т им. А. И. Герцена. Кафедра общей педагогики. — Ленинград : [б. и.], 1963. — 25 с.; 21 см.
- Повшедный, Александр Валерьевич. Факторы воспитательного процесса как проблема в педагогическом наследии А. С. Макаренко : дис. … канд. пед. наук : 13.00.01. — Нижний Новгород, 1996.
- Полищук, Анна Владимировна. Становление и развитие идей коммунарской педагогики : дисс. … канд. пед. наук : 13.00.01 / — Архангельск: Помор. гос. ун-т им. М. В. Ломоносова, 2010. — 229 с. Автореферат.
- Садакова, Любовь Георгиевна. Теория и практика развития самодеятельности школьников в учебно-воспитательном процессе : дисс. … докт. пед. наук : 13.00.01. — Москва, 2000. — 373 с.
- Салтанов, Евгений Николаевич. Развитие идеи трудовой школы в отечественной педагогике в конце XIX — первой трети XX вв. : дисс. … канд. пед. наук : 13.00.01. — Магадан, 2002. — 155 с.
- Салтанов, Евгений Николаевич. Развитие социальных функций трудовой школы: вторая половина XIX — конец XX вв. Дисс. … докт. пед. наук : 13.00.01. — Москва, 2005. Автореферат.
- Семёнова, Наталья Викторовна. Идея соотношения индивидуального и социального в процессе воспитания личности в отечественной педагогике : Конец XIX века — 30-е годы XX века : дисс. … докт. пед. наук : 13.00.01. — Хабаровск, 2006. — 494 с. Автореферат.
- Сечина, Ксения Александровна. Смыслы понятия «любовь к детям» в отечественной педагогике XX века : дисс. … канд. пед. наук : 13.00.01 / ]. — Санкт-Петербург: Ленингр. гос. обл. ун-т им. А. С. Пушкина, 2011. — 185 с. Автореферат.
- Синиченко, Ольга Викторовна. Проблематика и поэтика «Педагогической поэмы» А. С. Макаренко. Дисс. … к. филологич. н. по спец. 10.01.01. Москва, 2006.
- Симатова, Татьяна Васильевна. Опыт трудового воспитания А. С. Макаренко в теории и практике отечественной педагогики 50-60-х гг. : дисс. … канд. пед. наук : 13.00.01. — Елец, 2001. — 157 с.
- Сочнев, Дмитрий Васильевич. Преемственность социально-педагогических воззрений как фактор становления А. С. Макаренко-педагога : дисс. … канд. пед. наук : 13.00.01. — Нижний Новгород, 1993. — 183 с. Автореферат.
- Тихомирова, Екатерина Леонидовна. Развитие взглядов отечественных педагогов XX века в изучении методов поощрения и наказания детей в семье : дисс. … канд. пед. наук : 13.00.01. — Вологда, 2004. — 202 с. Автореферат.
- Ткаченко, Андрей Владимирович. Профессиональное развитие и саморазвитие личности в творческом наследии А. С. Макаренко. Дисс. … докт. пед. наук. Полтава, 2014.
- Филин, Иван Владимирович. Проблемы семейного воспитания в педагогическом наследии А. С. Макаренко. Дисс. … к.п.н. по спец. 13.00.01, 1990 г. 224 с.
- Фролов, Анатолий Аркадьевич. Становление педагогической системы А. С. Макаренко в процессе развития теории коммунистического воспитания : диссертация … доктора педагогических наук : 13.00.01. — Горький, 1986. — 490 с. : ил.

### Статьи
- Александр Абаринов. Орденоносцы. Корней Чуковский и Антон Макаренко. М., «Народное образование», 2019, № 4.
- Александр Абаринов. Утомлённое сердце. Исполнилось 70 лет со дня кончины замечательного педагога и писателя Антона Макаренко // «День» (day.kyiv.ua), 10 апреля, 1996.
- Брюховецкий Ф. Ф. Воспитание школьного коллектива. //Из опыта учебно-воспитательной работы школ. Прил. к журналу «Советская педагогика», кн. 4, — М.: АПН РСФСР, 1952. С. 355—362.
- Гликман И. З. Макаренковская логика воспитательного действия и трудности воспитания // Народное образование, 2015, № 7.
- Гликман И. З. Системные основы знаний о воспитании были заложены в работах А. С. Макаренко // Социальная педагогика, 2015. № 5-6.
- Годунова Е. А. Педагогическая классика для настоящего и будущего: А. С. Макаренко. // «Учитель». Межрегиональный профсоюз работников образования. 6.07.2014.
- Кораблёва Т. Ф. Исповедь счастливого человека (судьба и смысл макаренковской педагогики) // Народное образование. 2012. № 5 (1418). С. 273—278.
- Кораблёва Т. Ф. Свой среди чужих, чужой среди своих" (к истории восприятия наследия А. С. Макаренко в СССР и за рубежом) // Психолого-педаг. наследие прошлого в современной соц.-пед. деятельности. Матер. 15-х Межд. Макаренковских студ. пед. чтений. Екатеринбург, 2019. С. 28-40.
- Кушнир А. М. Феномен Макаренко // Альманах Макаренко, 2008, № 1. С. 3-6.
- Кушнир А. М. и ред. ж-ла «НО». Пора исправить трагическую ошибку КПСС в воспитании! // Альманах Макаренко, 2009, № 1. С. 1-12.
- Намсараев С. Д., Занаев С. З. П. Р. Атутов — ученик и продолжатель научной школы политехнического образования М. Н. Скаткина // Проблемы современного образования, 2018, № 2. С. 121—127.
- Окса, Николай Николаевич. Инновационный подход А. С. Макаренко к исследованию педагогических явлений // Межд. макаренковский семинар «А. С. Макаренко и мировая педагогика». Полтава, 8-10 апреля 2002 года.
- Остапенко А. А. А. С. Макаренко: долгий взгляд со стороны // Историко-педагогический журнал [Нижний Тагил]. — 2016. — № 1. — С. 203—206.
- Постников М. М. Школа с уклоном в будущее. // Литературная газета, 25 марта 1987 г.
- Ричард Соколов. А. С. Макаренко: «Я — советская власть» / Журнальный клуб Интелрос «Альтернативы» № 1, 2012.
- [rossaprimavera.ru/news/82a20416 Школьников нужно учить предпринимательству на практике — Минпросвещения] // ИА «Красная весна», 11 ноября 2020.
- Ткаченко А. В. Соцвос и церковь: к истории взаимоотношений колонии им. М. Горького и куряжской религиозной общины // Психолого-педагогическое наследие прошлого в современной социально-педагогической деятельности. Материалы 6-х Межд. Макаренковских студенческих педагогических чтений. Екатеринбург, 9 апреля 2009 г. С. 133—137.
- Ткаченко А. В. Профессиогенетический потенциал самоуправления в воспитательных учреждениях А. С. Макаренко // Психолого-педагогическое наследие прошлого в современной социально-педагогической деятельности. Материалы 7-х Международных Макаренковских студенческих педагогических чтений. Екатеринбург, 8 апреля 2010 г. С. 137—141.
- Ткаченко А. В. Профессиональное развитие в коммуне им. Ф. Э. Дзержинского в оценке бывшего воспитанника А. С. Макаренко. // Психолого-педагогическое наследие прошлого в современной социально-педагогической деятельности. Материалы 8-х Международных Макаренковских студенческих педагогических чтений. Екатеринбург, 7 апреля 2011 г. С. 72-75.
- Сергей Трубников. Трудовое воспитание: советские традиции и современность. Часть 5 // РВС, 29.12.2017.
- Ника Батхен. Сердце Данко. Как жил и умер А. С. Макаренко? // Яндекс-дзен, 13 января 2020.
- Ника Батхен. https://zen.yandex.ru/media/nikab/deti-buduscego-5e1ba8aea1bb8700b26a5b7e // Яндекс-дзен, 13 января 2020
- Воспитательная система А.С. Макаренко как основа организации коллективного производительного труда и продуктивной деятельности детей и подростков : Сборник статей участников Международной научно-практической конференции, Москва, 01 апреля 2022 года / Науч. редактор А.Ю. Федосов. – Москва: Общество с ограниченной ответственностью «Издательско-торговый Дом «ПЕРСПЕКТИВА», 2022. – 184 с.
- Воспитательная система А.С. Макаренко в современном социокультурном пространстве : Сборник статей участников Международной научно-практической конференции, посвященной 90-летию первого издания "Педагогической поэмы", Москва, 15 марта 2023 года / Науч. редактор А.Ю. Федосов. – Москва: Общество с ограниченной ответственностью «Издательско-торговый Дом «ПЕРСПЕКТИВА», 2023. – 197 с.
- Воспитательная система А. С. Макаренко как основа развития системы наставничества в отечественной и зарубежной образовательной практике : сборник статей участников Международной научно-практической конференции, Москва, 13 марта 2024 года. – Москва: Общество с ограниченной ответственностью «Издательско-торговый Дом «ПЕРСПЕКТИВА», 2024. – 160 с.
- Воспитательная система А.С. Макаренко в современном образовательном пространстве : Сборник статей участников Международной научно-практической конференции, посвященной 100-летию основания детской трудовой колонии им. М. Горького, Москва, 24 марта 2021 года. – Москва: Общество с ограниченной ответственностью «Издательско-торговый Дом «ПЕРСПЕКТИВА», 2021. – 304 с.

## Словарные статьи в других сетевых проектах
- Макаренко в Визуальном словаре (одно из начинаний сотрудников СПИИРАН)